# Pierre-André Retord
Pierre-André Retord MEP (* 17. Mai 1803 in Renaison, Département Loire; † 22. Oktober 1858) war ein französischer römisch-katholischer Ordensgeistlicher und Apostolischer Vikar von West-Tonking.

## Leben
Pierre-André Retord empfing am 21. Mai 1828 das Sakrament der Priesterweihe. Später trat er der Ordensgemeinschaft der Pariser Mission bei und legte am 21. Juni 1831 die Profess ab.
Am 24. November 1838 ernannte ihn Papst Gregor XVI. zum Titularbischof von Achantus und zum Apostolischen Vikar von West-Tonking. Der Erzbischof von Manila, José Maria Seguí Molas OSA, spendete ihm am 31. Mai 1840 die Bischofsweihe.